# Guimarães (Maranhão)
Guimarães is een gemeente in de Braziliaanse deelstaat Maranhão. De gemeente telt 12.740 inwoners (schatting 2009).
De gemeente grenst aan Cedral, Mirinzal, Central do Maranhão, Bequimão en Alcântara.